# Волок (Андреапольский район)
Волок — деревня в Андреапольском районе Тверской области. Административный центр Волокского сельского поселения.

## География
Расположена в 35 километрах (по автодороге на Бологово) к северо-западу от районного центра Андреаполь.
Деревня стоит на реке Волкота, где в неё впадает река Бросница, вытекающая из озера Бросно. Волкота относится к бассейну Западной Двины. К северу от деревни, в пределах 10-15 км, находятся истоки рек принадлежащих бассейнам Ловати и Волги. Расположение на Валдайской возвышенности, где издревле были волоки между реками трёх морей, возможно дало название деревне.

## История
В XIX — начале XX века деревня относилась к Торопацкой волости Холмского уезда Псковской губернии.

## Население
| 1997 | 2002 | 2010 |
| ---- | ---- | ---- |
| 129  | ↘94  | ↗121 |

## Инфраструктура
Центральная усадьба совхоза «Быстрянский»..
Волокская основная общеобразовательная школа.